# Lepidonotothen squamifrons
Lepidonotothen squamifrons és una espècie de peix pertanyent a la família dels nototènids.

## Descripció
- Pot arribar a fer 55 cm de llargària màxima (normalment, en fa 35).
- Cos amb 8-9 franges transversals, llargues i fosques.
- Galtes amb dues ratlles fosques i obliqües.
- La primera aleta dorsal és negrosa.
- 4-5 espines i 36-37 radis tous a l'aleta dorsal i 29-33 radis tous a l'anal.[3][4][5]

## Reproducció
A les Órcades del Sud té lloc entre el març i l'agost.

## Alimentació
Menja principalment macrozooplàncton (sobretot, crustacis, cnidaris i Salpidae) i peixos. La seua ració diària d'aliment varia entre un 1,6% i un 6,4% del seu pes corporal al llarg de l'any (amb un màxim al novembre i un mínim al juny i el juliol).

## Depredadors
És depredat per Cygnodraco mawsoni i Pleuragramma antarticum (tots dos a l'Antàrtida), l'ós marí antàrtic (Arctocephalus gazella) (a les illes del Príncep Eduard) i l'albatros cellanegre (Diomedea melanophris).

## Hàbitat
És un peix d'aigua marina, bentopelàgic i de clima temperat (45°S-56°S) que viu entre 10 i 900 m de fondària (normalment, entre 195 i 312).

## Distribució geogràfica
Es troba a l'oceà Antàrtic (illes de Geòrgia del Sud i Bouvet). També és present a les illes subantàrtiques i elevacions submarines de l'Índic sud.

## Observacions
És inofensiu per als humans i la seua esperança de vida és de 19 anys.